# José de Jesús Sahagún de la Parra
José de Jesús Sahagún de la Parra (ur. 1 stycznia 1922 w Cotija) – meksykański duchowny rzymskokatolicki, w latach 1961–1985 biskup Tuli, w latach 1985–1993 biskup Ciudad Lázaro Cárdenas.

## Życiorys
Święcenia kapłańskie przyjął 26 maja 1946. 22 maja 1961 został prekonizowany biskupem Tuli. Sakrę biskupią otrzymał 8 września 1961. 11 września 1985 został mianowany biskupem nowo utworzonej diecezji Ciudad Lázaro Cárdenas. 3 maja 1993 zrezygnował z urzędu. Obecnie (2025) jest najstarszym żyjącym biskupem katolickim.